# Bundesstraße 11
Die Bundesstraße 11 (Abkürzung: B 11) ist eine deutsche Bundesstraße im Freistaat Bayern. Sie beginnt an der Grenze zu Tschechien bei Bayerisch Eisenstein und verläuft über Deggendorf, Landshut, Freising, München und den Kesselberg nach Krün. Sie hatte ursprünglich eine Länge von 312 Kilometern, davon wurden inzwischen 155 Kilometer abgestuft.

## Geschichte
Am 17. Januar 1932 wurde die Fernverkehrsstraße 11 (FVS 11) eingeführt. 1934 übernahm das Deutsche Reich die Verantwortung (Baulast) für die Strecke und führte sie als Reichsstraße 11 (R 11). Am Ende der 1940er Jahre erhielt sie ihre heutige Bezeichnung „Bundesstraße“. Die Nummer 11 ist somit die erste Nummer der „regionalen“ hochrangigen Straßen nach den Autobahnen in Deutschland.
In den 1960er Jahren wurden die Ortsdurchfahrten zwischen Landshut und Freising wegen des stark gestiegenen Verkehrsaufkommens durch ortsnahe Umfahrungen ersetzt, von Eching (Ndb) bis Tiefenbach sogar kreuzungsfrei. Lediglich in Moosburg wurde die aus dem Jahr 1949 stammende Isarbrücke bis 2018 von der B 11 genutzt, um anschließend die historisch enge Innenstadt in einer 1965 fertiggestellten Südumfahrung bis zum Kreisverkehr Moosburg-West zu umgehen. Die Freigabe des Abschnittes Freising-Ost bis Moosburg-Nord der A 92 wurde im Jahr 1987 um einige Monate vorverlegt, nachdem ein LKW die Isarbrücke der B 11 so stark beschädigte, dass diese gesperrt werden musste.
Ursprünglich verlief die B 11, wie alle anderen durch München führenden Bundesstraßen auch, durch das Münchner Zentrum über den Altstadtring; die Umlegung auf die B 2R wurde Ende der 1980er Jahre durchgeführt.
1979 wurde im Bayerischen Wald die Streckenführung verlegt, da die frühere Strecke über die Rusel, eine Passstraße auf bis zu 850 m ü. NHN, besonders im Winter für den Schwerlastverkehr zu steil war. Die B 11 führt nun weiter westlich nach Patersdorf, wo sie in die Bundesstraße 85 in Richtung Regen mündet. Somit sind die beiden Kreisstädte Deggendorf und Regen nicht mehr direkt durch die B 11 verbunden. In den nächsten Jahren wird die B 11 zwischen Deggendorf und Bayerisch Eisenstein dreistreifig ausgebaut, um dem gestiegenen Verkehrsaufkommen gerecht zu werden. Zusätzlich soll die Gemeinde Ruhmannsfelden eine Ortsumgehung erhalten.
Am 5. November 2010 wurde zwischen Regen und Zwiesel ein 1,6 km langer Ausbauabschnitt in Betrieb genommen. 1,1 km dieser Strecke wurden dreistreifig ausgeführt.
Von der tschechischen Grenze bei Bayerisch Eisenstein bis Deggendorf, wo sie in die A 92 mündet, ist die B 11 Teil der Europastraße 53. Von 1938 bis 1945 führte die Reichsstraße 11 im Sudetenland weiter über Klattau, Pilsen bis Podersam im Egerland. Heute wird diese Straße in Tschechien als Silnice I/27 geführt und verläuft über Klatovy nach Pilsen und Dubí.
An der nördlichen Stadtgrenze von Wolfratshausen befindet sich in Südrichtung die erste Serpentinenstraße (Wolfratshauser Berg). In den 1990er Jahren wurde die B 11 zwischen Geretsried und Wolfratshausen zur autobahnähnlichen Straße ausgebaut.

## Verkehrsaufkommen
Die Verkehrsbelastung im Raum Landshut liegt bei 14.000 Fahrzeugen pro Tag. Das Verkehrsaufkommen im Bereich der Isarbrücke bei Moosburg liegt bei 23.500 Fahrzeugen pro Tag.

## Baufortschritt/Planungsstand

### Tunnel bei Deggendorf
In Deggendorf wurde, aus Fahrtrichtung München kommend nach dem Ende der A 92, die Straße vierstreifig, auch bis durch den ersten der beiden Tunnel (mit fahrtrichtungsgetrennten Röhren) ausgebaut. Der folgende Tunnel wurde jedoch nur noch als eine Röhre erstellt und die Straße ist in diesem Tunnel nur noch dreistreifig. Die jährliche einwöchige Sperrung dieser Tunnel zur turnusmäßigen Wartung sorgt in der Region immer wieder für Unmut. Besonders getroffen wurde die Region um Deggendorf von einer im November 2014 begonnenen, mehr als einjährigen Sanierung und damit Sperrung dieser Tunnel.

### Ersetzungen und Herabstufungen
Nach Fertigstellung der Bundesautobahn 92 wurde das Teilstück zwischen Deggendorf und Ergolding zur Staatsstraße 2074 umgewidmet, da die A 92 dort parallel zur ehemaligen Bundesstraße 11 auf derselben Uferseite der Isar verläuft. Zum 1. Januar 2016 wurde auch der Abschnitt zwischen den Ausfahrten Moosburg-Nord und München inklusive der Strecke im Nordteil des Stadtgebiets bis zum Mittleren Ring zur Staatsstraße 2350 herabgestuft. Der Abschnitt zwischen Freising und Marzling wurde stattdessen zur Bundesstraße 301 umgewidmet.

## Erhaltungsmaßnahmen

### Raum Landshut
Im Mai 2015 wurde auf einer Länge von ca. 10 km mit den Vorbereitungen der Sanierung der bestehenden Bundesstraße wegen schadhaften bituminösen Fahrbahnbelags zwischen Landshut und Weixerau begonnen. Die Vorarbeiten wurden zwischen dem 18. und 22. Mai abgeschlossen. Für die Erneuerung der Straßendecke unter Vollsperrung wurde ein Zeitraum von drei Wochen ab dem 26. Mai veranschlagt und die Baukosten 1,7 bis 2 Mio. € geschätzt.

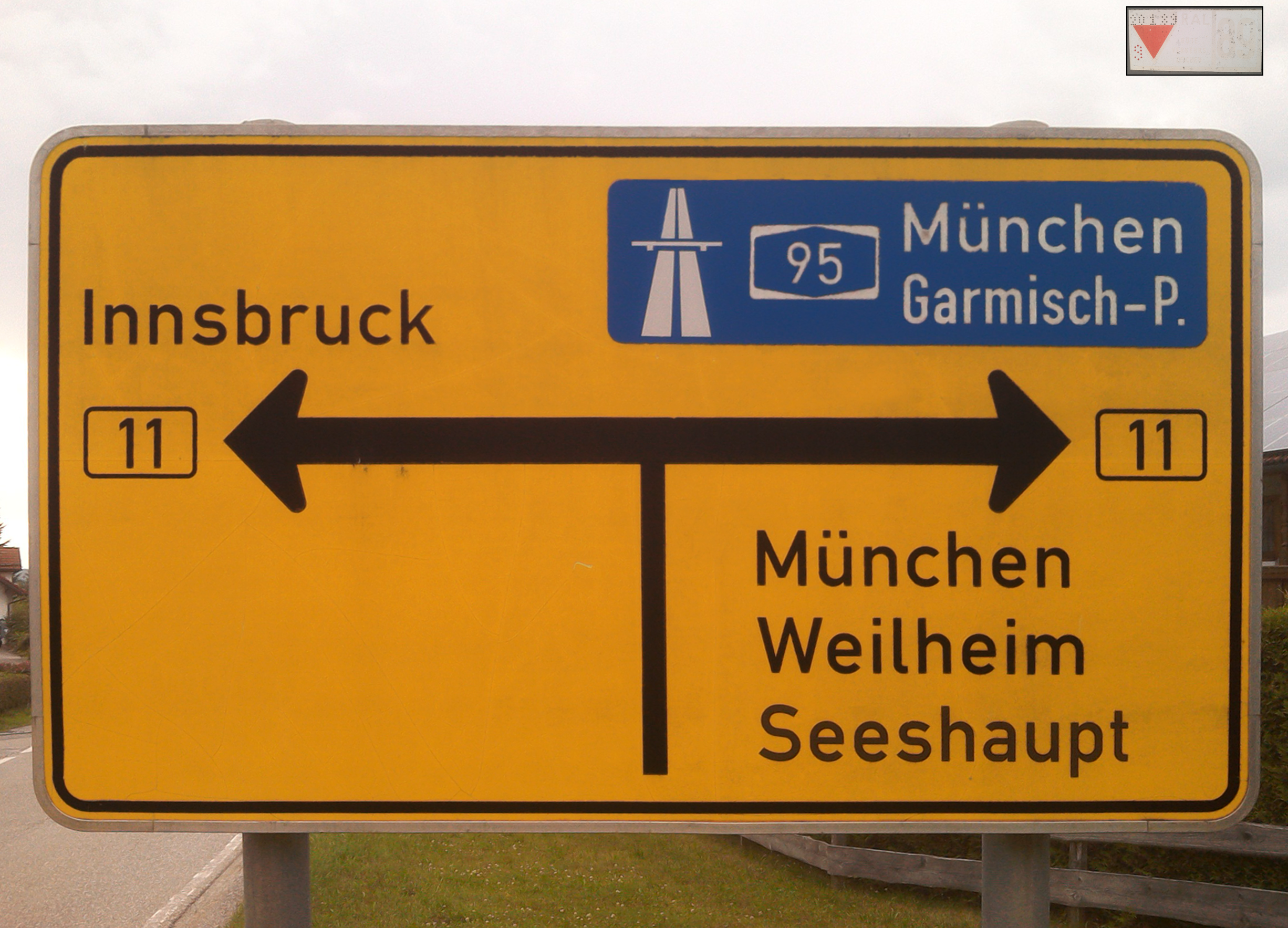
Zufahrt zur Bundesstraße 11 in Königsdorf
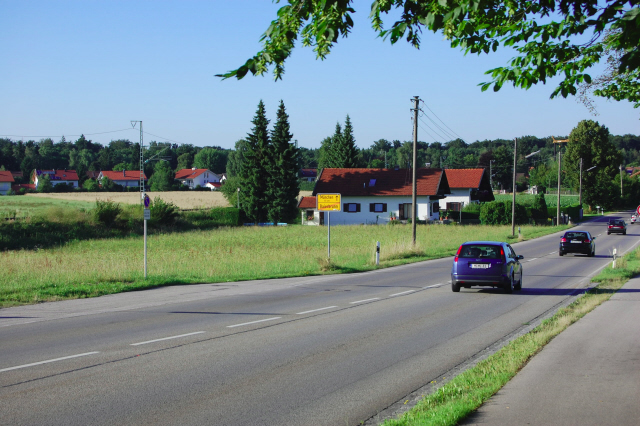
Bundesstraße 11 bei Baierbrunn
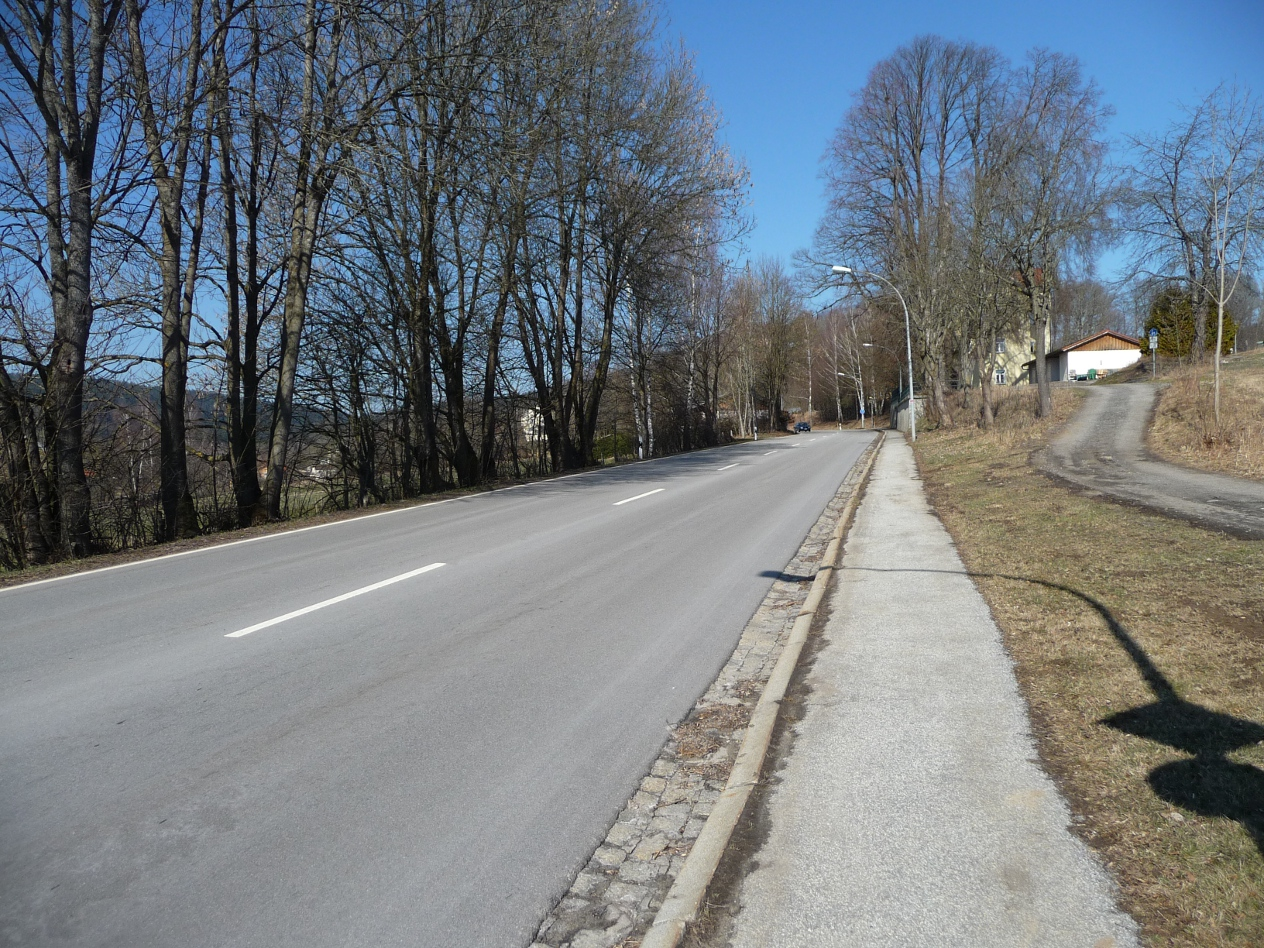
Zwischen Zwiesel und Theresienthal

## Maut
Bis zum 30. Juni 2015 bestand für LKW nach dem Bundesfernstraßenmautgesetz (BFStrMG) generell keine Mautpflicht auf der B 11. Seit dem 1. Juli 2015 gilt auf dem 0,8 km langen Streckenabschnitt zwischen Anschluss Deggendorf Abzweig Egger Straße und Anschlussstelle Deggendorf-Mitte Mautpflicht. Seit dem 1. Juli 2018 ist die B 11 wie alle Bundesstraßen allgemein mautpflichtig für LKW ab 7,5 Tonnen.
Mit der Herabstufung von Teilabschnitten zur Staatsstraße entfällt auf den betroffenen Abschnitten wieder die Mautpflicht.